# Vikram Samvat
Vikram Samvat (IAST : Vikrama Samvat ; abrégé par VS) ou Bikram Sambat (abrégé par BS) et aussi nommé calendrier Vikrami, est le calendrier hindou historique utilisé dans le sous-continent indien. C'est le calendrier officiel du Népal. En Inde, il est utilisé dans plusieurs États,. Le calendrier traditionnel Vikram Samvat, tel qu'employé en Inde, compte les mois lunaires et les années sidérales solaires. Le Bikram Sambat népalais introduit en 1901 (grégorien) se mesure en années tropiques solaires.

## Histoire
Plusieurs inscriptions antiques et médiévales attestent l'emploi du Vikram Samvat. Bien qu'il ait été nommé d'après le roi légendaire Vikramaditya, Samvatsara en abrégé 'Samvat' est un terme sanskrit désignant l''année'. Le roi Vikramaditya d'Ujjain commence le Vikram Samvat en 57 av. J.-C. et ce calendrier a sans doute pour point de départ sa victoire sur les Saka en 56 avant notre ère.
Il commence en 56 avant notre ère dans le sud (Amanta) et en 57-56 avant notre ère dans les systèmes du nord (Purnimanta) du calendrier hindou. Le Shukla Paksha coïncide dans les deux systèmes, la plupart des festivals se déroulent dans le Shukla Paksha. L'ère porte le nom du roi Vikramaditya de l'Inde, elle commémore Vikramaditya expulsant les Sakas d'Ujjain. Selon le Pratisarga Parvan de Bhavisya Purana, c'était le deuxième fils du roi Gandharvasena d'Ujjain de la dynastie Paramara. Vikramaditya naît en 102 av. J.-C. et meurt en 15 apr. J.-C., d'après la légende. C'est l'inscription du roi Jaikadeva, qui régna près d'Okhamandal dans l'État de Kathiawar (aujourd'hui Gujarat), qui mentionne cette époque en premier. L'inscription mentionne 794 Vikram Samvat correspondant à 737 AD comme date de son installation.

### Légende de Vikramaditya

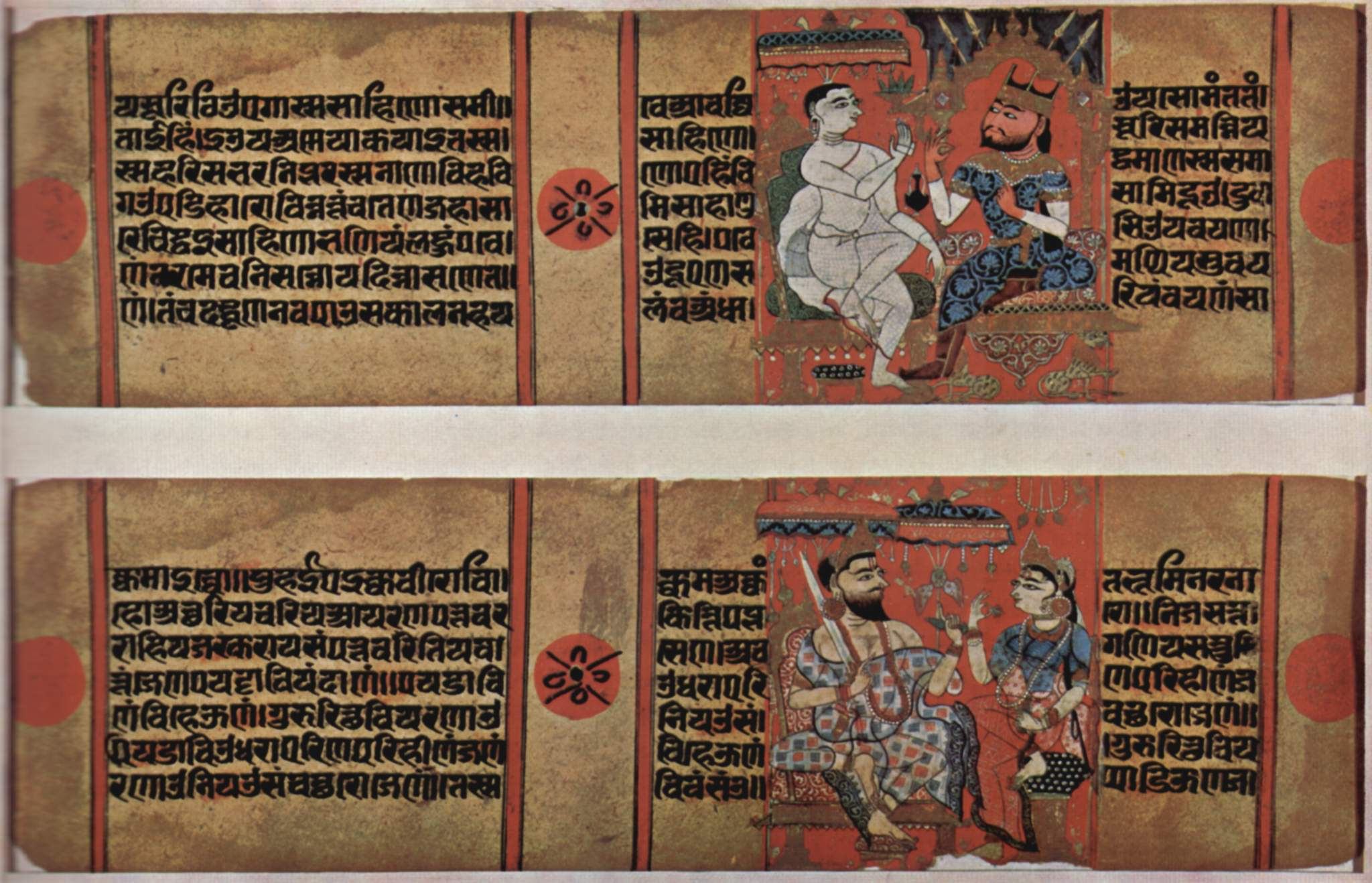
Le moine jaïn Kalakacharya et le roi Saka (manuscrit Kalakacharya Katha, Mumbai).

Selon la tradition populaire, le roi Vikramaditya d'Ujjain vainc les Śakas puis établit l'ère Vikrama Samvat.
Kalakacharya Kathanaka (Un récit du moine Kalakacharya), écrit par le sage jaïn Mahesarasuri, donne le récit suivant : Gandharvasena, alors puissant roi d'Ujjain, enlève une nonne nommée Sarasvati, sœur d'un moine. Le moine, furieux, réclame l'aide du souverain Śaka, le roi Sahi, au Sistan. Aidé par des miracles, le roi Śaka vainc Gandharvasena et le fait prisonnier. Sarasvati est rapatriée, bien que Gandharvasena soit pardonné. Le roi vaincu se retira dans la forêt, où il fut tué par un tigre. Son fils, Vikramaditya, élevé dans la forêt, règne sur Pratishthana (Paithan moderne dans le Maharashtra). Plus tard, Vikramaditya envahit Ujjain et chasse les Śakas. Pour commémorer cet évènement, il nomme une nouvelle ère « Vikrama ». Le calendrier Ujjain commence vers 58-56 avant notre ère, et le calendrier ultérieur de l'ère Shaka commence en 78 AD à Pratishthana, bien qu'il soit populairement (et incorrectement) associé au roi ultérieur Chandragupta Vikramaditya.

## Popularité
Le Vikram Samvat est un calendrier hindou et sikh. C'est l'un des calendriers hindous régionaux en usage sur le sous-continent indien, il se fonde sur douze mois lunaires synodiques et 365 jours solaires,. L'année lunaire commence avec la nouvelle lune du mois de Chaitra.
Ce calendrier est toujours en usage chez les Népalais et les hindous du nord, de l'ouest et du centre de l'Inde. Dans le sud de l'Inde et dans certaines parties de l'est et de l'ouest de l'Inde (comme l'Assam, le Bengale occidental et le Gujarat), c'est le calendrier national indien qui est largement utilisé.
Avec l'avènement de la domination islamique, le calendrier Hijri devient le calendrier officiel des sultanats et de l'empire moghol. Pendant la domination coloniale britannique du sous-continent indien, le calendrier grégorien est adopté et couramment utilisé dans les villes indiennes. Les pays à prédominance musulmane (le Pakistan et le Bangladesh) utilisent le calendrier islamique depuis 1947, mais leurs textes plus anciens mentionnent les calendriers Vikram Samvat et le calendrier grégorien. En 2003, le Comité Sikh Shiromani Gurdwara Parbandhak, en Inde, adopte de manière controversée le calendrier Nanakshahi. Le Bikram Sambat est le calendrier officiel du Népal.

## Système
Comme les calendriers hébreu et chinois, le Vikram Samvat est luni-solaire. Dans les années communes, l'année dure 354 jours, et un mois intercalaire (adhik maas) est ajouté conformément au cycle métonique environ une fois tous les trois ans (7 fois dans un cycle de 19 ans) pour s'assurer que les festivals et les rituels agricoles tombent à la saison appropriée,. Les premières communautés bouddhistes en Inde adoptent l'ancien calendrier hindou, suivi du Vikram Samvat et des calendriers bouddhistes locaux. Les fêtes bouddhistes sont toujours programmées selon un système lunaire.
Le Vikram Samvat comporte deux systèmes. Il a commencé en 56 avant notre ère dans le système calendaire hindou du sud (amaanta) et en 57-56 avant notre ère dans le système du nord (purnimaanta). Le Shukla Paksha coïncide dans les deux systèmes,. Le calendrier luni-solaire Vikram Samvat a 56 ou 57 ans d'avance sur un millésime du calendrier solaire grégorien : l'année 2079 BS commence à la mi-avril 2022 EC et se termine à la mi-avril 2023 EC.
La dynastie Rana du Népal fait du Bikram Sambat le calendrier hindou officiel en 1901 de notre ère, il commence en 1958 BS. La nouvelle année au Népal commence avec le premier jour du mois de Baishakh, qui tombe autour du 13-15 avril dans le calendrier grégorien et se termine avec le dernier jour du mois de Chaitra. Le jour de l'an du Vikram Samvat est férié. Bisket Jatra (en), festival et carnaval annuel se déroulant à Bhaktapur, est également célébré le premier Baishakh. En 2007, Nepal Sambat (en) est aussi reconnu comme calendrier national aux côtés de Bikram Sambat.
En Inde, le calendrier Saka reformulé est le calendrier officiel (sauf pour le calcul des dates des fêtes traditionnelles). La date de son adoption (26 novembre 1949) dans le préambule de la Constitution de l'Inde est présentée dans le Vikram Samvat comme Margsheersh Shukla Saptami Samvat 2006. Il fut déjà demandé que le Vikram Samvat remplace le calendrier Saka en tant que calendrier officiel de l'Inde.

### Nouvel an
- Chaitra Navaratri : du nom de vasanta qui signifie « printemps ». Il est observé le mois lunaire de Chaitra (en mars-avril). Dans de nombreuses régions, la fête tombe après la récolte de printemps, et dans d'autres pendant cette dernière. Il marque aussi le premier jour du calendrier hindou, et est ainsi connu sous le nom de nouvel an lunaire hindou selon le calendrier Vikram Samvat[16],[17].
- Vaisakhi :
  - Vaisakhi marque le début du Nouvel An solaire hindou au Pendjab, au nord et au centre de l'Inde selon le calendrier solaire Vikram Samvat[18],[19] et marque le premier jour du mois de Vaisakha, qui est célébré le 13 ou le 14 avril de chaque année et est une fête historique et religieuse dans l'hindouisme.
  - Baisakhi (Népal) : Baisakhi est célébré comme le Nouvel An népalais[20] car c'est le jour qui marque le Nouvel An solaire hindou[21] selon le Bikram Sambat solaire népalais.

## Divisions de l'année
Le Vikram Samvat utilise les mois lunaires et les années sidérales solaires. Parce que douze mois ne correspondent pas à une année sidérale, les mois correctionnels (adhika māsa) sont ajoutés ou plus rarement soustraits (kshaya masa). Une année lunaire se compose de douze mois, et tous les mois, qui comptent deux quinzaines, durent de 29 à 32 jours. Les jours lunaires sont appelés tithis. Chaque mois en compte trente, la durée varie de 20 à 27 heures. La phase croissante, commençant le lendemain de la nouvelle lune (amavasya), est appelée gaura ou shukla paksha (la quinzaine brillante ou propice). La phase décroissante est appelée krishna ou vadhya paksha (la quinzaine sombre, considérée comme de mauvais augure).

### Métriques lunaires
- Un tithi correspond au temps qu'il faut pour que l'angle longitudinal entre la Lune et le Soleil augmente de 12 °[23]. Les tithis commencent à différents moments de la journée et varient en durée.
- Un pakṣa est une quinzaine lunaire et se compose de 15 tithis.
- Un māsa, ou mois lunaire (environ 29,5 jours), est divisé en deux paksas.
- Un ritu (saison) dure deux māsas[23].
- Un ayana dure trois ritus.
- Un an comporte deux ayanas[23].

### Mois
Le Vikram Samvat classique est en avance de cinquante-sept ans sur le calendrier grégorien, sauf de janvier à avril, où il est en avance de cinquante-six ans. Le mois où commence la nouvelle année varie selon la région.
Le BS népalais, comme d'autres calendriers tropicaux (par exemple, le Bangla) commence par le mois de Baisakh.
Le 14 avril 2021, il est 2078 BS dans le calendrier BS. Les noms des mois du Vikram Samvat, en sanskrit et en népalais, (avec leur correspondance grégorienne) sont respectivement :
| Mois Vikram Samvat          | mois grégoriens     |
| --------------------------- | ------------------- |
| Vaiśākha ou Baisakh         | Avril - mai         |
| Jyaiṣṭha ou Jestha          | Mai - juin          |
| Asādha ou Asar              | Juin - juillet      |
| Srāvana ou Sawan/Sāun       | Juillet - août      |
| Bhādrapada ou Bhādra/Bhadau | Août - septembre    |
| Asvinā ou Asoj              | Septembre - octobre |
| Kartikā ou Kartik           | Octobre - novembre  |
| Agrahāyaṇa ou Mangsir       | Novembre - Décembre |
| Pauṣa ou Paush              | Décembre - janvier  |
| Magha ou Magh               | Janvier - février   |
| Phālguna ou Falgun          | Février - mars      |
| Chaitra ou Chait            | Mars - avril        |